# Polyrhabdina annulatum
Polyrhabdina annulatum is een soort in de taxonomische indeling van de Myzozoa, een stam van microscopische parasitaire dieren. Het organisme komt uit het geslacht Polyrhabdina en behoort tot de familie Lecudinidae. Polyrhabdina annulatum werd in 1984 ontdekt door Levine.